# Nightstalker
Nightstalker son una banda de stoner rock provinientes de Atenas, Grecia.
Fundada en 1989, Nightstalker se han dado a conocer en la escena underground, hasta convertirse en una banda de culto del rock griego. Después de haber sacado varios trabajos, con diferentes sellos discográficos, y de haber participado en varias recopilaciones, crearon su propio sello Mad Prophet Records en el año 2004.
El grupo reniega de etiquetas para definirse, llegando incluso a distanciarse del estilo "stoner rock".

Nunca aceptamos etiquetas en música. Siempre he pensado que tocamos rock. En los comienzos de los años 90, la prensa musical nos definió como grunge. Desde hace tres o cuatro años dicen que tocamos stoner. En cinco o seis años, si seguimos en este planeta, dirán que tocamos algo diferente. Pero a quién le importa una mierda...
Argy en un entrevista con Avopolis Music Network, 22 de junio de 2000

## Discografía
- SideFx (1994 Hitch Hyke)
- Use (1996 FM Records)
- The Ritual (2000 Vinylust)
- Just a Burn (2004 Mad Prophet Records)
- Superfreak  (2009 Meteor City)
- Dead Rock Commandos (2012 Small Stone Records)
- As above,so below (2016 Oak Island Records)
- Great Hallucinations (2019 Heavy Psych Sound Records)